# 92–100 Buchanan Street

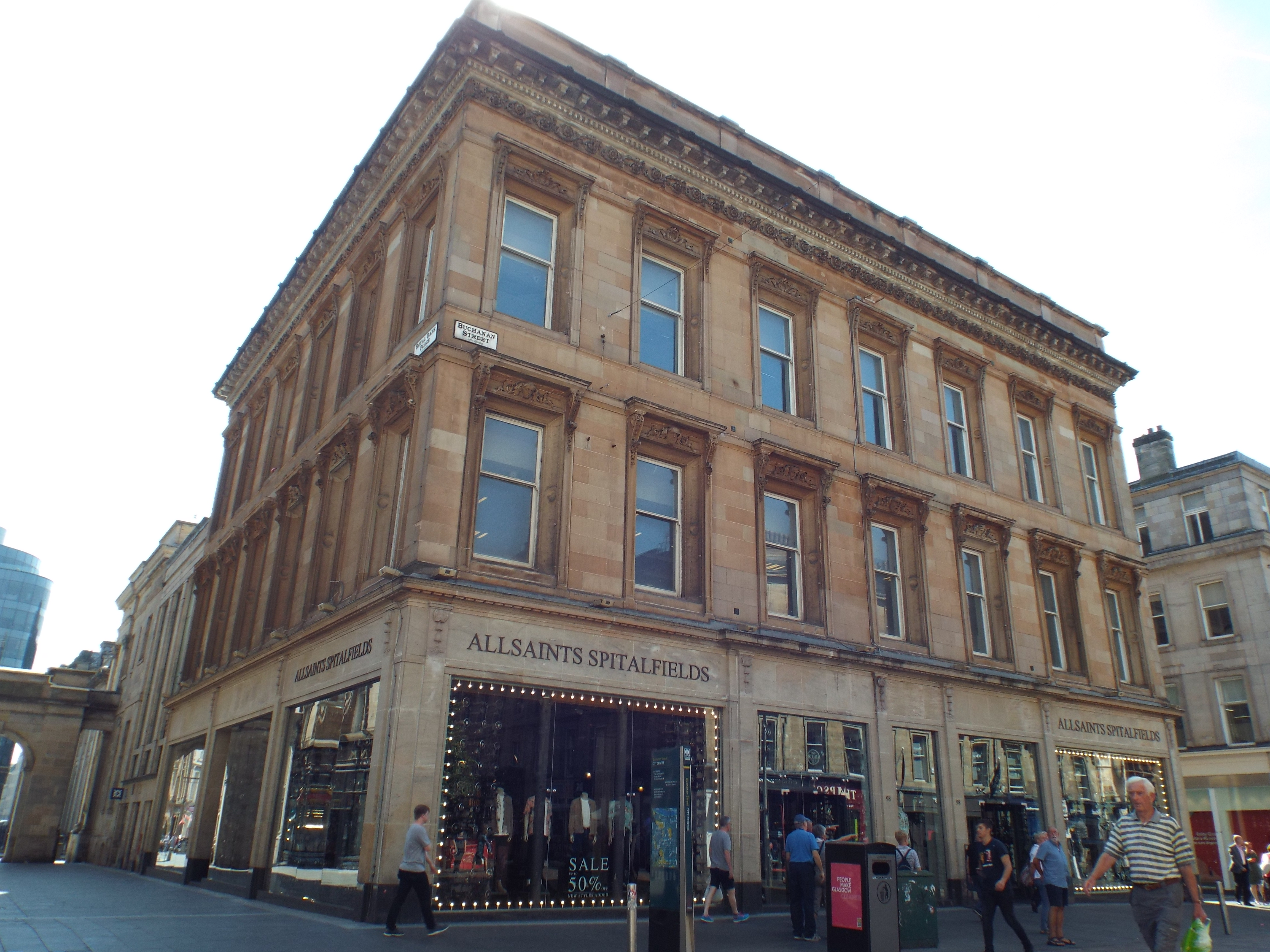
92–100 Buchanan Street

Unter der Adresse 92–100 Buchanan Street in der schottischen Stadt Glasgow befindet sich ein Geschäftsgebäude. Die Adresse wird oft als 98 Buchanan Street angegeben. 1970 wurde das Bauwerk in die schottischen Denkmallisten in der höchsten Denkmalkategorie A aufgenommen.

## Geschichte
Ende der 1820er Jahre ließ die Royal Bank of Scotland ihren Verwaltungssitz in Glasgow am Exchange Square errichten. Zu Beginn der 1850er Jahre, sollte dieser Verwaltungssitz erweitert werden. Hierzu wurde an der Rückseite ein Neubau hinzugefügt, der räumlich dann an der Buchanan Street lag. Für den Entwurf des 1851 fertiggestellten Gebäudes zeichnet der schottische Architekt Charles Wilson verantwortlich.
Im Jahre 1873 wurde die Schalterhalle durch Peddie & Kinnear überarbeitet. An einem nicht exakt überlieferten Zeitpunkt zwischen 1939 und 1947 wurde das Gebäude durch Burnet & Boston modernisiert und erweitert. Nachdem ein Brand im Jahre 1968 den Innenraum teilweise zerstört hatte, wurde dieser neugestaltet. Das Gebäude wurde seit seinem Entstehen in vier architektonischen Fachpublikationen thematisiert.

## Beschreibung
Das dreistöckige Gebäude steht an der Buchanan Street im Zentrum Glasgows. Es ist im Stile der italienischen Renaissance ausgestaltet. Die westexponierte Frontfassade entlang der Buchanan Street ist sieben Achsen weit. Das Mauerwerk besteht aus Quadern vom gelben Sandstein. Schlichte Gesimse auf reliefierten Konsolen verdachen die Fenster oberhalb der ornamentierten Architrave. Die Fassade schließt mit Fries, Zahnschnitt und Kranzgesims. Die sechs Achsen weiten Seitenfassaden sind analog gestaltet. Im 20. Jahrhundert wurde das Gebäude mit dem rückwärtigen Gebäude über einen drei Achsen weiten Verbindungsbau verbunden.